# Trametes cystidiata
Trametes cystidiata är en svampart som beskrevs av I. Lindblad & Ryvarden 1999. Trametes cystidiata ingår i släktet Trametes och familjen Polyporaceae.   Inga underarter finns listade i Catalogue of Life.